# Wiesenham
Wiesenham ist ein Rotte der Gemeinde Munderfing in Oberösterreich (Bezirk Braunau am Inn). Die Ortschaft hat 43 Einwohner (Stand 1. Jänner 2024).

## Geographie
Wiesenham liegt im Nordwesten der Gemeinde Munderfing bzw. im Nordwesten der gleichnamigen Katastralgemeinde. Vom Zentrum der Gemeinde erreicht man die Ortschaft über eine von der Hauptstraße nach Norden abzweigende Straße. Die Ortschaft erstreckt sich entlang der Straße bis zur Gemeindegrenze zu Schalchen. Benachbarte Ortschaften sind Wiesing im Norden, Oberweinberg im Osten, Äpfelberg im Süden (alle Gemeinde Schalchen) und Höllersberg im Westen.
Für Wiesenham wurden 2001 insgesamt 13 Gebäude gezählt, wobei 13 Gebäude über einen Hauptwohnsitz verfügten und 21 Wohnungen bzw. Haushalte bestanden. In der Ortschaft bestanden keine land- und forstwirtschaftliche Betriebsstätten oder sonstige Arbeitsstätten.

## Geschichte und Bevölkerung
Der Ortsname Wiesenham bezieht sich auf die umliegende Flächennutzung und wurde der Ortschaft erst 1930 verliehen. Im 18. Jahrhundert war das Gebiet noch unbesiedelt, wobei nördlich der heutigen Ortschaft die drei Bauernhöfe der Ortschaft Wiesing und westlich das Wiesingerfeld lagen.